# Polradspannung
Die Polradspannung (Formelzeichen: {\displaystyle U_{p}}) entsteht bei Innenpol-Synchronmaschinen (nicht bei Außen-Polmaschinen) durch das sich drehende Magnetfeld des Polrades in der Ständerwicklung. (vgl. S. 108 in ) (Bei Außen-Polmaschinen entsteht die Polradspannung in der Rotorwicklung.)

## Betriebsarten der Synchronmaschine
Wird ein Strom entgegen der Richtung der Polradspannung durch eine an der Ständerwicklung angelegte Spannung bewirkt, arbeitet die Synchronmaschine als Motor (Abb. 1). Dabei wird elektrische Energie hauptsächlich in mechanische Energie umgewandelt.

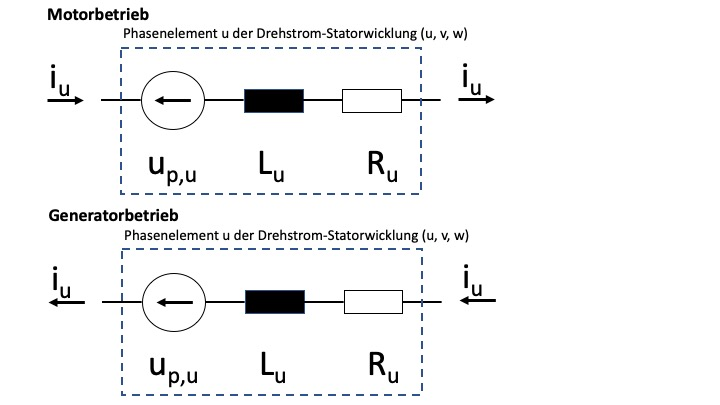
Abb. 1: Ströme und Spannungen bei Motor- und Generatorbetrieb

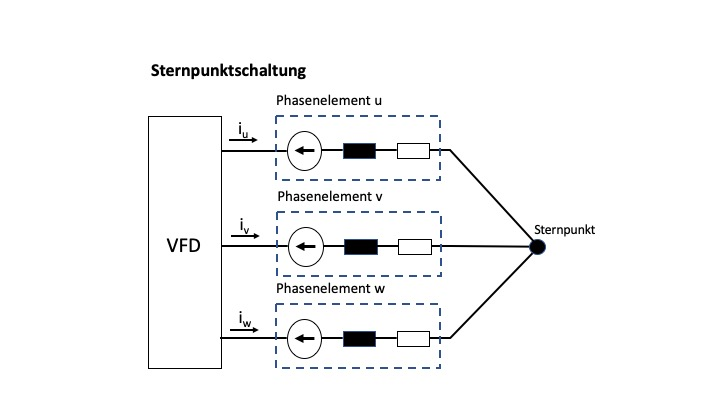
Abb. 2: Anschluss von drei Phasenelementen an einem Umrichter (VFD) in Sternpunktschaltung

Wenn der Ständerstrom und die Polradspannung die gleiche Richtung haben, wird mechanische Energie hauptsächlich in elektrische Energie umgewandelt, und die Synchronmaschine arbeitet als Generator (Abb. 1).

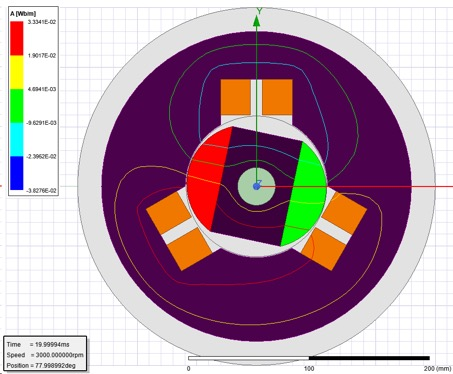
Abb. 3: Synchronmaschine im Leerlauf (vorauseilende Rotorpole), in der Position, in der die Polradspannung des Phasenelementes u den Wert null hat.

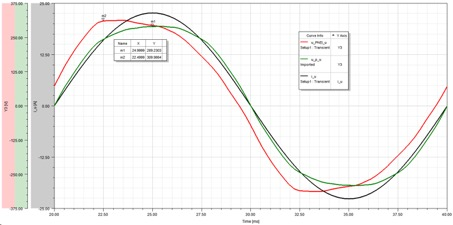
Abb. 4: Polradspannung des Phasenelements u im Leerlauf (grün) und Phasenelementspannung (rot) bei Nennstrom (schwarz)

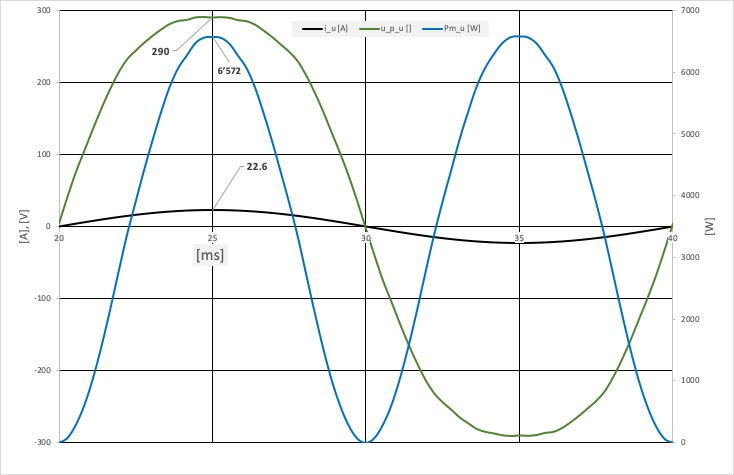
Abb. 5: Magnetische Leistung eines Phasenelementes

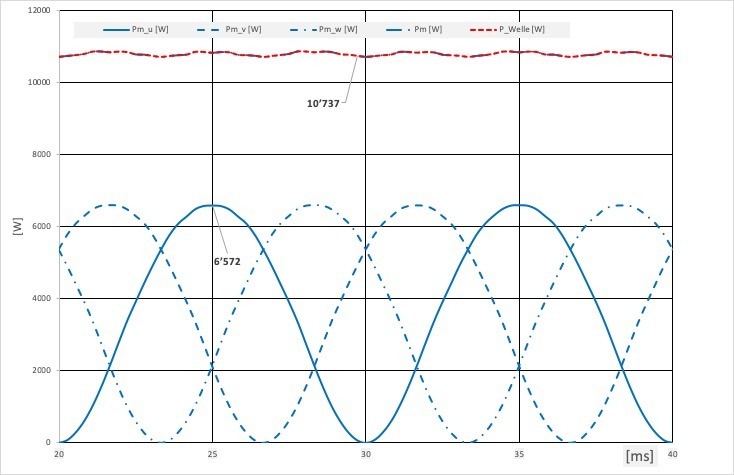
Abb. 6: Gesamte magnetische Leistung

Video 1: Wirbelstromdichte in Permanentmagneten

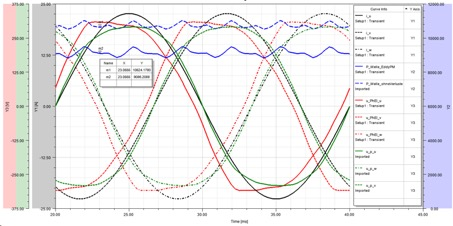
Abb. 7: Tatsächliche Wellenleistung im Vergleich zur verlustfreien Wellenleistung

## Energiewandlung
Bei der Energiewandlung wird sowohl im Motor- als auch im Generatorbetrieb ein Teil der in die Maschine eingebrachten Energie in Wärmeenergie umgewandelt. Diese Wärmeenergie wird als Verlust bezeichnet. Je größer die Verlustleistung relativ zur mechanischen bzw. elektrischen Nutzleistung ist umso kleiner ist der Wirkungsgrad.
Mit den Augenblickswerten der Polradspannungen {\displaystyle u_{p}}(t) und Augenblickswerten der Ströme in den Phasenelementen {\displaystyle i}(t) lässt sich der Augenblickswert der magnetischen Leistung für einen Synchronmotor mit drei Phasenelementen (Abb. 2) berechnen mit Gleichung 1:
{\displaystyle P_{\mathrm {m} agn}(t)=u_{\mathrm {p} ,u}\cdot i_{u}+u_{\mathrm {p} ,v}\cdot i_{v}+u_{\mathrm {p} ,w}\cdot i_{w}}
Für die Berechnung der Wirkleistung wird in , S. 21 die Gleichung:
{\displaystyle P=u_{1}\cdot i_{1}+u_{2}\cdot i_{2}+u_{3}\cdot i_{3}}
angegeben. Die Indices 1, 2, 3 stehen dabei für die Phasen u, v und w.
Die magnetische Leistung wird beim Motor in die Wellenleistung {\displaystyle P_{\mathrm {W} elle}}(t) umgewandelt, die sich aus dem Drehmoment {\displaystyle M}(t) und der Winkelgeschwindigkeit {\displaystyle \omega } berechnet mit Gleichung 2:
{\displaystyle P_{\mathrm {W} elle}(t)=M(t)\cdot \omega }
Die Effektivwerte der magnetischen Leistung und der Wellenleistung sind gleich groß. Somit kann die Wellenleistung mit Gleichung 3:
{\displaystyle P_{Welle}=\left({\frac {1}{T}}\right)\int _{t}^{t+T}{(u_{\mathrm {p} ,u}\cdot i_{u}+u_{\mathrm {p} ,v}\cdot i_{v}+u_{\mathrm {p} ,w}\cdot i_{w})}dt}
für eine gesamte elektrische Periode {\displaystyle T} berechnet werden.
Hinsichtlich der Nutzleistung des Motors geht ein Teil der mit Gleichung 3 berechneten Wellenleistung als Reibungsleistung in den Wellenlagern und durch Luftreibung verloren, insbesondere bei Lüftern, die von der Motorwelle angetrieben werden.
Auf der elektrischen Seite vergrößern die Wicklungswiderstände bei Stromfluss die Spannungen an den Phasenelementen, sodass insgesamt eine größere Wirkleistung aufzubringen ist als sie tatsächlich in magnetische Leistung umgesetzt wird. Die tatsächliche Wirkleistung berechnet sich aus der Summe der Produkte der Augenblickswerte der tatsächlichen Phasenelement-Spannungen und Phasenströme.

## Bestimmung der Polradspannung
Die tatsächliche Polradspannung kann im Betrieb nicht gemessen werden, da während des Motor- oder Generatorbetriebes der Strom in den Ständerwicklungen induktive Spannungen und widerstandsbedingte Spannungen erzeugt, sodass die gemessene Spannung die Summe aus diesen Spannungen und der Polradspannung ist. Weiterhin sind all diese Spannungen zeitlich periodische Funktionen mit unterschiedlicher Phasenlage und weichen von der Funktion des Sinus´ ab.
Wird die Spannung der Ständerwicklung im Leerlauf ohne Ständerstrom gemessen, ist dies die Polradspannung im Leerlauf (s. grüne Kurve in Abb. 4 für das Beispiel in Abb. 3). Unter Last verändert sich die Polradspannung durch die magnetische Spannung der Ständerwicklung, die durch den Ständerstrom (schwarze Kurve in Abb. 4) verursacht wird. Die Ständerdurchflutung nimmt Einfluss auf die Erregung. Wie bei der Gleichstrommaschine wird dieser Effekt als Ankerrückwirkung bezeichnet, s. S. 343. Die Verwendung des Begriffs der Ankerrückwirkung für die Innenpol-Synchronmaschine setzt voraus, dass der Ständer mit der Wicklung mit dem Leistungsstrom als Anker bezeichnet wird. Den Rotor der Innenpol-Synchronmaschine als Anker zu bezeichnen, so wie bei der Gleichstrommaschine mit Stromwender (Kommutator), wäre in diesem Zusammenhang demzufolge nicht sinnvoll. Der rotierende Teil der Innenpol-Synchronmaschine ist das Polrad.
Ein weiterer Einflussfaktor ist bei permanentmagnetisch erregten Synchronmaschinen die Erwärmung der Permanentmagnete, insbesondere durch Wirbelstromverluste. Durch diese Erwärmung wird das Magnetfeld schwächer, wodurch die Erregung geschwächt wird und die Polradspannung kleiner wird.
Durch die Induktivität eilt die periodische Funktion der Phasenelementspannung (rote Kurve in Abb. 4) bei Nennstrom der Stromkurve und der Leerlauf-Polradspannung voraus. Im verwendeten Beispiel sind die Phasenlagen von Strom- und Polradspannung gleich, da die Bezugsrichtungen dieser Größen entsprechend den Richtungen der Vektoren in Abb. 1 für den Motorbetrieb angesetzt worden sind.
Wird die Polradspannung vom Messsystem nicht als Kurve zur weiteren Berechnung aufgezeichnet, sondern der Effektivwert gemessen, so ist zu berücksichtigen, dass die Amplitude der Polradspannung ungleich derjenigen ist, die aus dem Effektivwert für eine Sinusfunktion berechnet wird. Im verwendeten Beispiel (grüne Kurve in Abb. 4) ist die tatsächliche Amplitude 10 % kleiner als mit {\displaystyle {\widehat {u}}_{p}=U_{p}\cdot {\sqrt {2}}} berechnet. Im verwendeten Beispiel ist die Welligkeit der Leistung, d. h. des Drehmoments ist durch einen Versatz der Rotorpole um 30° zweier axialer Abschnitte des Polrades minimiert worden.

## Berechnung der zu erwartenden Leistung auf Basis der gemessenen Leerlauf-Polradspannung
Die magnetische Leistung des Phasenelements u (blaue Kurve in Abb. 5) ist das Produkt aus der Leerlauf-Polradspannung (grün) und dem Phasenstrom (schwarz). Die magnetischen Leistungen aller drei Phasenelemente summiert ergibt die lang gestrichelte blaue Kurve in Abb. 6, mit einer nahezu konstanten Leistung von 10,7 kW. Die mit der Methode der finiten Elemente (FEM) berechnete Wellenleistung ist als gestrichelte rote Kurve im gleichen Diagram eingetragen. In dieser Berechnung sind keine Verluste berücksichtigt, und die Kurven der mit Gleichung 1 berechneten magnetischen Leistung und die mit der FEM berechnete Wellenleistung sind deckungsgleich.
Die magnetische Leistung auf Basis des Effektivwerts der Polradspannung  {\displaystyle U_{p}} und des Effektivwertes des Phasenstroms {\displaystyle I} berechnet sich für dreiphasige Maschinen mit Gleichung 4:
{\displaystyle P_{\mathrm {m} agn}=3\cdot U_{p}\cdot I}
für sinusförmige Polradspannungen und sinusförmige Ströme. Die Phasenlage der beiden Größen muss gleich sein, mit den in Abb. 1 angegebenen Bezugsrichtungen. In , S. 618 wird die Gleichung zur Berechnung der inneren Leistung angegeben mit:
{\displaystyle P_{\mathrm {i} }=3\cdot U_{p}\cdot I_{1}}
Im verwendeten Beispiel beträgt der effektive Phasenstrom 16 A und die im Leerlauf gemessene effektive Polradspannung 226 V. Mit Gl. 4 ergibt sich eine magnetische Leistung von 10,8 kW. Diese geringe Abweichung von weniger als 1 % ist durch die geringe Abweichung der im Beispiel realisierten Sinusform der Polradspannung bedingt.
Im Betrieb am Umrichter (VFD in Abb. 2) entstehen weitere Abweichungen durch die nichtsinusförmigen Ströme des Umrichters, denn dieser taktet feste Spannungsiveaus, sodass die eingespeisten Ströme nur dem Sinus angenähert sind. Dem Umrichter nachgeschaltete Drosselspulen glätten die Stromverläufe, können jedoch Oberwellen nicht vollständig eliminieren.

## Tatsächliche Wellenleistung
In massiven Permanentmagneten können große Verluste durch Wirbelströme auftreten, wenn diese nicht im Dynamoblech eingebettet und direkt am magnetischen Luftspalt angeordnet sind. Das hier verwendete Beispiel ist anschaulich, jedoch praktisch untauglich. Die im Video 1 dargestellten Stromdichten {\displaystyle J(t)\left[{\frac {A}{m^{2}}}\right]} in den Permanentmagneten sind örtlich zu einigen Zeiten größer als die Stromdichte in den Ständerwicklungen. Die Wellenleistung wird durch diese Verluste um 14 % reduziert, s. Diagramm in Abb. 7. Sie sind größer als die Widerstandsverluste elektrischer Erregerwicklungen im Polrad.
Weiterhin sind im Wesentlichen Ummagnetisierungsverluste der Dynamobleche, Widerstandsverluste der Ständerwicklungen, Luftreibungsverluste und Reibungsverluste der Lager der Maschine zu berücksichtigen. Nach dem Stand der Technik beträgt die Summe dieser Verluste für mittelgroße Synchronmaschinen (1 bis 20 MW) deutlich weniger als 5 %. Unter Berücksichtigung solcher Erfahrungswerte lässt sich somit die tatsächliche Wellenleistung auf Basis der Polradspannung abschätzen.